# Clifford Jordan
Clifford Laconia Jordan (2. september 1931 i Chicago – 27. marts 1993 i New York) var en amerikansk saxofonist.
Jordan har spillet med Max Roach, Horace Silver, Sonny Stitt, J.J. Johnson, Kenny Dorham, Andrew Hill, Billy Higgins, Cedar Walton, Sam Jones og Charles Mingus. 
Han har lavet en snes plader på pladeselskabet Blue Note i eget navn, og spillet med rythm and blues grupper og en overgang 
fast med Cedar Walton´s kvartet. 
Jordan har ligeledes ledet sit eget bigband.

## Udvalgt Diskografi

### i eget navn
- Clifford Jordan
- Cliff Craft
- Spellbound
- Starting Time
- These Are My Roots
- In The World
- Glass Bead Games
- The Highest Mountain
- Down Through The Years

### med andre kunstnere
- It´s Time – Max Roach
- J.J. Inc. – J.J. Johnson
- Right Now, live at the Jazz Workshop – Charles Mingus
- Shades – Andrew Hillo